# Amarysius suturalis
Amarysius suturalis là một loài bọ cánh cứng trong họ Cerambycidae.